# Линия Уэст-Энд, Би-эм-ти
West End Line является линией Нью-Йоркского метро. Проходит по Бруклину, ответвляясь от линии Четвёртой авеню, и обслуживает районы Бруклина Боро-Парк, Нью-Ютрект, Бенсонхёрст, Бат-Бич и Кони-Айленд.
- Обслуживается круглосуточно маршрутом D.
- На сегодняшний день линия проходит по эстакаде, называясь New Utrecht Avenue Line, а когда-то она проходила по поверхности земли.

## История
По двойному контракту дивизионов IRT и BMT, подписанному в 1913 году, была построена эстакада над New Utrecht Avenue, 86th Street и Stillwell Avenue.
- Линия была полностью достроена до конечной Coney Island 21 июля 1917 года. Первоначальная наземная трасса линии была в результате передана трамвайному движению под эстакадой, для маршрута с большим количеством остановок.

## Список станций
Проходящие по линии маршруты в зависимости от дня недели и времени суток
|                | Круглосуточно |
| -------------- | ------------- |
| Экспресс-путь  | —             |
| Локальные пути | D             |

Станции на линии
| Условные обозначения |
| для дней и часов работы маршрутов (более точно указано во всплывающих подсказках при этих обозначениях): |
| --- |
| круглосуточно круглосуточно, кроме ночи круглосуточно, кроме будней днём (либо часов пик) в пиковом направлении в будни днём (и, возможно, вечером) в будни круглосуточно в часы пик в будни днём (либо в часы пик) в пиковом направлении в будни днём (либо в часы пик) в направлении, обратном пиковому в выходные ночью ночью и в выходные (и, возможно, вечером) нет движения поездов |

| D — круглосуточно · D — круглосуточно · N — круглосуточно · N — круглосуточно · R — круглосуточно · R — круглосуточно · W — часть рейсов в часы пик в пиковом направлении · W — часть рейсов в часы пик в пиковом направлении |  |  |
| |  |  |
| N — круглосуточно · N — круглосуточно · R — круглосуточно · R — круглосуточно · W — часть рейсов в часы пик в пиковом направлении · W — часть рейсов в часы пик в пиковом направлении                                         |  |  |
| |  |  |

|  |  |
|  |  |
|  |  |

|  |  |
|  |  |
|  |  |

|  |  |
|  |  |
|  |  |

|  |  |
|  |  |
|  |  |

| N — круглосуточно · N — круглосуточно · W — часть рейсов в часы пик в пиковом направлении · W — часть рейсов в часы пик в пиковом направлении | Нью-Ютрект-авеню |

| F — круглосуточно · F — круглосуточно · <F> — в часы пик в пиковом направлении · <F> — в часы пик в пиковом направлении · N — круглосуточно · N — круглосуточно · Q — круглосуточно · Q — круглосуточно |

## В фильмах
Линия была показала в некоторых фильмах и телешоу.
- Знаменитая погоня из фильма «The French Connection» (1971)
- Первые кадры фильма «Лихорадка субботнего вечера»/«Saturday Night Fever» (1977), в которых главный герой Тони Манеро (актёр Джон Траволта) прогуливается по 86-й стрит под эстакадой.
- А также в первых кадрах телешоу «Добро пожаловать обратно, Коттер»/«Welcome Back, Kotter» (1975)